# 法務部調查局認知戰研究中心
24°58′11.9″N 121°32′19.09″E / 24.969972°N 121.5386361°E
認知戰研究中心，是中華民國法務部調查局於2024年1月17日成立的部門，下設認知研究、資料分析、應處反制三組，前身為「假訊息防制中心」（並曾於2021年升格為資安工作站）。

## 沿革
法務部調查局於2018年任務編組設立「假訊息防制中心」，2021年升格為資安工作站，2024年再擴大為認知戰研究中心，於1月17日揭牌，統合調查局原三處兩岸情勢研析處、國內安全調查處及資通安全處。

## 組織架構
- 未來兩岸情勢研析處：負責研究認知作戰背景源起、策略手法、趨勢態樣等學術理論；
- 國內安全處：蒐集、分析境外敵對勢力傳散影響我國家安全、擾亂社會安定、破壞友盟關係等爭議訊息即時通報；
- 資通安全處[a]：用軟體工具溯源清查異常帳號、協請社群平台業者下架錯假訊息的影音，適時發布新聞揭露，並依《公職人員選舉罷免法》等相關法令，溯源追查幕後主使者，主動報請偵辦[2]。

### 相關組織
- 人民網輿情監測室、輿情員（网络评论员）
- 社團法人臺灣民主實驗室（DoublethinkLab）
- 中國影響力網絡（China in the World, CITW）社群[6]

## 外部連結
- 官方网站
- 法務部調查局認知戰研究中心的Facebook專頁